# Margherita di Lorena (1463-1521)
Margherita di Lorena-Vaudémont (Vaudémont, 1463 – Mortagne-au-Perche, 2 novembre 1521) fu principessa di Lorena e duchessa di Alençon.
Rimasta vedova, abbracciò la vita religiosa nel monastero delle clarisse di Argentan, dove morì in concetto di santità; fu beatificata da papa Benedetto XV nel 1921.

## Biografia
Figlia di Federico II, conte de Vaudémont e di Iolanda d'Angiò, fu allevata alla corte dello zio materno Renato ad Avignone e ricevette una formazione profondamente cristiana. Nel 1480 si ritirò presso la corte del fratello Renato in Lorena e la cognata Filippa si assunse l'incarico di continuare la sua educazione.
Il 14 maggio 1488 sposò a Toul Renato, duca d'Alençon. Margherita, con l'aiuto del marito, si diede a migliorare la sorte della popolazione del ducato, sconvolto dall'appena terminata guerra dei cent'anni, alleggerendo le imposte e dedicandosi alle opere di carità.
Renato, alla quale Margherita aveva dato tre figli, la lasciò vedova nel 1492: per conservare la tutela dei figli, fu costretta a lasciare la città di Alençon e a ritirarsi nel castello di Mauves, in Normandia, da dove continuò ad amministrare il suo feudo. Pur non trascurando i suoi doveri, visse una vita molto austera, ritirandosi frequentemente in preghiera presso le clarisse di Alençon.
Dopo il matrimonio del primogenito Carlo, Margherita gli trasmise il potere, divise l'eredità tra i figli e si ritirò nel castello di Essay, dove prese a condurre una vita di grande ritiro e penitenza. Il vescovo di Séez le consigliò di mitigare il suo stile di vita e di abbracciare la vita religiosa in qualche monastero: ella si ritirò tra le clarisse del monastero di Argentan, da lei stessa fondato dopo la morte del marito.
Concluso il noviziato, nel 1520 Margherita emise la sua professione: non accettò mai l'elezione a badessa, desiderando "morire da suddita dopo essere stata per troppo tempo sovrana".

## Discendenza
Margherita diede a Renato tre figli:
- Carlo IV d'Alençon (1489-1525), duca d'Alençon e conte di Perche; sposò Margherita d'Angoulême, sorella del re di Francia Francesco I;
- Francesca d'Alençon (1490-1550), sposata in prime nozze con Francesco II di Longueville, al quale diede due figli, ed in seconde nozze con Carlo IV di Borbone, al quale diede tredici figli, dei quali Antonio fu il padre di Enrico IV;
- Anna (1492-1562), signora de La Guerche, andata sposa a Blois nel 1508 a Guglielmo-, marchese del Monferrato.

## Culto
Le sue spoglie erano custodite presso il monastero delle clarisse di Mortagne-au-Perche, ma furono profanate e disperse durante la Rivoluzione francese.
Il suo culto come beata fu confermato dalla Sacra Congregazione romana dei riti e da papa Benedetto XV il 20 marzo 1921.
Il suo elogio si legge nel Martirologio romano al 2 novembre.

## Ascendenza
|                          |                  |                           | Genitori                      |  |  | Nonni |  |  | Bisnonni                |  |  | Trisnonni            |  |
|                          |                  |                           |                               |  |  |       |  |  | Federico I di Vaudémont |  |  | Giovanni I di Lorena |  |
|                          |                  |                           |                               |  |  |       |  |  | Federico I di Vaudémont |  |  | Giovanni I di Lorena |  |
|                          |                  | Sofia di Württemberg      |                               |  |  |       |  |  | Federico I di Vaudémont |  |  |                      |  |
| Antonio di Vaudémont     |                  |                           |                               |  |  |       |  |  | Federico I di Vaudémont |  |  |                      |  |
|                          |                  | Margherita di Joinville   | Enrico V di Joinville         |  |  |       |  |  |                         |  |  |                      |  |
|                          |                  | Margherita di Joinville   | Enrico V di Joinville         |  |  |       |  |  |                         |  |  |                      |  |
|                          |                  | Margherita di Joinville   | Maria di Lussemburgo-Ligny    |  |  |       |  |  |                         |  |  |                      |  |
| Federico II di Vaudémont |                  | Margherita di Joinville   |                               |  |  |       |  |  |                         |  |  |                      |  |
|                          |                  | Giovanni VII d'Harcourt   | …                             |  |  |       |  |  |                         |  |  |                      |  |
|                          |                  | Giovanni VII d'Harcourt   | …                             |  |  |       |  |  |                         |  |  |                      |  |
|                          |                  | Giovanni VII d'Harcourt   | …                             |  |  |       |  |  |                         |  |  |                      |  |
| Maria d'Harcourt         |                  | Giovanni VII d'Harcourt   |                               |  |  |       |  |  |                         |  |  |                      |  |
|                          |                  | Maria d'Alençon           | Pietro II d'Alençon           |  |  |       |  |  |                         |  |  |                      |  |
|                          |                  | Maria d'Alençon           | Pietro II d'Alençon           |  |  |       |  |  |                         |  |  |                      |  |
|                          |                  | Maria d'Alençon           | Marie Chamaillart di Beaumont |  |  |       |  |  |                         |  |  |                      |  |
| Margherita di Lorena     |                  | Maria d'Alençon           |                               |  |  |       |  |  |                         |  |  |                      |  |
|                          | Luigi II d'Angiò | Luigi I d'Angiò           |                               |  |  |       |  |  |                         |  |  |                      |  |
|                          | Luigi II d'Angiò | Luigi I d'Angiò           |                               |  |  |       |  |  |                         |  |  |                      |  |
|                          | Luigi II d'Angiò | Maria di Blois            |                               |  |  |       |  |  |                         |  |  |                      |  |
| Renato d'Angiò           | Luigi II d'Angiò |                           |                               |  |  |       |  |  |                         |  |  |                      |  |
|                          |                  | Iolanda d'Aragona         | Giovanni I d'Aragona          |  |  |       |  |  |                         |  |  |                      |  |
|                          |                  | Iolanda d'Aragona         | Giovanni I d'Aragona          |  |  |       |  |  |                         |  |  |                      |  |
|                          |                  | Iolanda d'Aragona         | Iolanda di Bar                |  |  |       |  |  |                         |  |  |                      |  |
| Iolanda d'Angiò          |                  | Iolanda d'Aragona         |                               |  |  |       |  |  |                         |  |  |                      |  |
|                          |                  | Carlo II di Lorena        | Giovanni I di Lorena          |  |  |       |  |  |                         |  |  |                      |  |
|                          |                  | Carlo II di Lorena        | Giovanni I di Lorena          |  |  |       |  |  |                         |  |  |                      |  |
|                          |                  | Carlo II di Lorena        | Sofia di Württemberg          |  |  |       |  |  |                         |  |  |                      |  |
| Isabella di Lorena       |                  | Carlo II di Lorena        |                               |  |  |       |  |  |                         |  |  |                      |  |
|                          |                  | Margherita del Palatinato | Roberto del Palatinato        |  |  |       |  |  |                         |  |  |                      |  |
|                          |                  | Margherita del Palatinato | Roberto del Palatinato        |  |  |       |  |  |                         |  |  |                      |  |
|                          |                  | Margherita del Palatinato | Elisabetta di Norimberga      |  |  |       |  |  |                         |  |  |                      |  |
|                          |                  | Margherita del Palatinato |                               |  |  |       |  |  |                         |  |  |                      |  |